# Jean-Pierre Soulier
Jean-Pierre Soulier, né le 14 septembre 1915 à Étretat et mort le 18 janvier 2003 à Paris 16e, est un hématologue français. Son nom est attaché avec celui de son confrère, le professeur Jean Bernard dans la Maladie de Bernard et Soulier.

## Biographie
Jean-Pierre Soulier est né en 1915 à Étretat en Normandie. Il est le petit-fils d'un chirurgien. Après des études primaires et secondaires à Rouen, il entre à l'âge de 15 ans au lycée Pasteur de Neuilly à Paris, où il obtient son BEP. Il poursuit par la suite des études universitaires et obtint son diplôme de médecine à l'Université de Paris en 1937. 
En 1938, il devient interne des hôpitaux de Paris. En 1944, il est nommé au poste de chef de clinique à la faculté de médecine de Paris. En 1945, après la Seconde Guerre mondiale, il suit une formation complémentaire à l'Université Harvard aux États-Unis pendant un an en tant que chercheur. Après son retour, il devient d'abord chef de laboratoire d'un service régional de collecte de sang à Paris. Neuf ans plus tard, il est nommé au poste de directeur de l'Institut national des services transfusionnels. 
En 1946, il est chargé de recherche à l’Institut national d’hygiène. En 1954, il est nommé au poste de Directeur du Centre national de transfusion sanguine, fonction qu'il exerce jusqu'en 1984. En 1956, il est Président d’honneur de l’Association des hémophiles jusqu'en 1992. 
En 1961, il devient professeur d'hématologie à l'Université de Paris. En 1970, est désigné comme  Président de la Société française d’hématologie. En 1971, Professeur à la faculté de médecine de Paris à l'Hôpital Necker-Enfants malades. De 1978 à 1980, il a été président de la Société internationale de médecine transfusionnelle.

## Travaux
Les intérêts principaux de ses recherches se situent à la fois dans le domaine de la transfusion sanguine et de la coagulation sanguine. Il introduit quelques techniques nouvelles pour étudier divers problèmes dans ce domaine. 
En 1947, il publie la découverte de la substance anticoagulante phénindione, la première préparation d'une fraction thérapeutique de plasma sanguin pour le traitement réussi d'un déficit en facteur IX et du complexe prothrombique. Le syndrome de Bernard-Soulier, un trouble congénital des fonctions des plaquettes sanguines (thrombocytes), avec une tendance accrue aux saignements, porte son nom.
En 1948, il étudie avec le professeur Jean Bernard le syndrome Bernard-Soulier qui porte leurs noms. Les deux hématologues ont décrit le cas d'un jeune homme avec une tendance à saigner, une thrombocytopénie et des thrombocytes extrêmement hypertrophiés (« thrombocytes géants »). Le patient s'est présenté à l'âge de 15 ans avec des saignements de nez importants et du sang dans les selles, puis a subi des saignements répétés au cours des années suivantes et est décédé à l'âge de 28 ans d'une hémorragie cérébrale. Sa sœur est morte en bas âge à l'âge de 31 mois. Les parents et les autres frères et sœurs n'ont pas été touchés.